# Iwan Manew
Iwan Manew (buł. Иван Манев, ur. 23 listopada 1950) – bułgarski kajakarz. Brązowy medalista olimpijski z Moskwy.
Zawody w 1980 były jego drugimi igrzyskami olimpijskimi, debiutował w 1976. Pod nieobecność sportowców z części krajów tzw. Zachodu, zajął trzecie miejsce w kajakowej czwórce na dystansie 1000 metrów. Osadę łodzi tworzyli również Borisław Borisow, Bożidar Milenkow i Łazar Christow.